# RS-484
Pour les articles homonymes, voir Route 484.
La RS-484 est une route locale de l’État du Rio Grande do Sul qui relie la RS-020, à partir du district Morrinhos de la municipalité de São Francisco de Paula, à la BR-101, près du centre de Maquiné. Elle n'est pas asphaltée jusqu'à Maquiné. Elle est longue de 56,630 km.